# Teoria dei circuiti

Un circuito elettrico con un generatore di tensione e una resistenza

La teoria dei circuiti è una disciplina dell'elettrotecnica che studia i modelli matematici che descrivono il comportamento dei circuiti elettrici. Quando è verificata l'ipotesi dei parametri concentrati la teoria dei circuiti consente di descrivere in modo accurato il comportamento dei circuiti elettrici reali, che sono il principale oggetto di studio dell'ingegneria elettrica ed elettronica.
La teoria dei circuiti si sviluppa dalla modellizzazione del circuito elettrico reale in un grafo costituito dalla connessione di elementi circuitali caratterizzati da relazioni costitutive tra due variabili di stato: la tensione e la corrente. Le proprietà del circuito elettrico dipendono quindi dai vincoli topologici determinati dal grafo sulle variabili di stato e dalle relazioni costitutive degli elementi stessi. La teoria dei circuiti consente quindi di risolvere circuiti ideali attraverso relazioni algebriche, prescindendo dai legami differenziali esistenti tra le grandezze fisiche dei circuiti elettrici reali. La modellizzazione impiegata dalla teoria dei circuiti ha però dei limiti di validità, superati i quali è necessario ricorrere alla teoria dei campi.

## Storia
I primi sviluppi della teoria dei circuiti elettrici e delle leggi che regolano i rapporti tra tensione e corrente si devono al lavoro dei fisici tedeschi Georg Simon Ohm e Gustav Robert Kirchhoff.

## Descrizione
La teoria dei circuiti si sviluppa dalla modellizzazione del circuito elettrico reale in un grafo costituito dalla connessione di elementi circuitali caratterizzati da relazioni costitutive tra due variabili di stato: la tensione e la corrente. Le proprietà del circuito elettrico dipendono quindi dai vincoli topologici determinati dal grafo sulle variabili di stato e dalle relazioni costitutive degli elementi stessi. La teoria dei circuiti consente quindi di risolvere circuiti ideali attraverso relazioni algebriche, prescindendo dai legami differenziali esistenti tra le grandezze fisiche dei circuiti elettrici reali. La modellizzazione impiegata dalla teoria dei circuiti ha però dei limiti di validità, superati i quali è necessario ricorrere alla teoria dei campi.

### Circuito elettrico
Un circuito elettrico è una rete costituita da componenti elettrici dotati di terminali (detti anche morsetti o poli) connessi tra loro. Le connessioni tra i componenti sono costituite dall'unione di più terminali nei nodi. A ogni terminale è associata una corrente elettrica, mentre a ogni coppia ordinata di nodi è associata una tensione elettrica, due grandezze algebriche a cui è assegnato in modo convenzionale un verso di riferimento, il cui cambiamento ne fa cambiare il segno. Dato che ogni terminale è connesso a un nodo allora la tensione è associata sia ai due nodi che alla coppia ordinata di terminali. Ogni componente elettrico stabilisce delle relazioni interne chiamate relazioni costitutive esclusivamente fra le tensioni e le correnti ai propri terminali.

### Leggi di Kirchhoff
Le relazioni tra le correnti e tra le tensioni i un circuito sono determinate rispettivamente dalla legge di Kirchhoff delle correnti e dalla legge di Kirchhoff delle tensioni. 
- Legge di Kirchhoff delle correnti: la somma delle correnti uscenti da una superficie chiusa qualsiasi è zero.
- Legge di Kirchhoff delle tensioni: la somma delle tensioni lungo un percorso chiuso qualsiasi è zero.

Le leggi di Kirchhoff sono applicabili per i valori istantanei di tensione e corrente elettrica {\displaystyle v(t)} e {\displaystyle i(t)}, se costanti, si usano i simboli maiuscoli {\displaystyle V} e {\displaystyle I}. Sono valide anche per le costanti complesse (fasori) {\displaystyle {\overline {V}}} e {\displaystyle {\overline {I}}}, per le trasformate di Laplace {\displaystyle V(s)} e {\displaystyle I(s)} per l'analisi nel dominio della frequenza e per le variabili complesse dei sistemi trifase (vettori spaziali) {\displaystyle {\overline {v}}(t)} e {\displaystyle {\overline {i}}(t)}.

## Applicazioni
Le principali applicazioni della teoria dei circuiti comprendono lo studio delle proprietà generali dei circuiti e l'analisi dei circuiti, cioè lo studio e la realizzazione di metodi ed algoritmi per la simulazione degli stessi (v. simulazione circuitale) e la sintesi circuitale che consiste nello studio di metodi rigorosi per la progettazione di circuiti che realizzino funzioni richieste.